# 国府村 (石川県)
国府村（こくふむら）は、石川県能美郡に存在した村。
加賀国の国府があったことが村名の由来である。

## 地理
- 現在の小松市と能美市にまたがる所にあり、村内を鍋谷川と鵜川が流れ、南西の境を流れる梯川に注ぐ。
- 遊泉寺銅山があり、製銅のほか陶磁器製造、石材産出も行われていた。

## 歴史
- 1907年（明治40年）8月5日 - 里川村、古河村及び国造村が合併して、国府村が発足する。
- 1929年（昭和4年）5月15日 - 白山電気鉄道（後の北陸鉄道小松線）が開通、遊泉寺駅（後の鵜川遊泉寺駅）を設置。
- 1955年（昭和30年） - 大字盲谷（めくらだに）を大字里川（さとかわ）に名称を変更する。
- 1956年（昭和31年）9月30日 - 和気、寺畠、館、鍋谷、金剛寺、坪野及び仏大寺の区域、山上村及び久常村の区域の一部が合併して、辰口町が発足する。古府、小野、河田、埴田、上八里、下八里、里川、鵜川、遊泉寺及び立明寺の区域は小松市に編入する。